# Arctosa fessana
Espèce
Arctosa fessana est une espèce d'araignées aranéomorphes de la famille des Lycosidae.

## Distribution
Cette espèce est endémique de Libye.

## Étymologie
Son nom d'espèce lui a été donné en référence au lieu de sa découverte, le Fezzan.

## Publication originale
- Roewer, 1960 : Araneae Lycosaeformia II (Lycosidae). Exploration du Parc National de l'Upemba Mission G.F. de Witte, vol. 55, p. 519-1040.